# Wahlbezirk Böhmen 12
Der Wahlbezirk Böhmen 12 war ein Wahlkreis für die Wahlen zum Abgeordnetenhaus im österreichischen Kronland Böhmen. Der Wahlbezirk wurde 1907 mit der Einführung der Reichsratswahlordnung geschaffen und bestand bis zum Zusammenbruch der Habsburgermonarchie.

## Geschichte
Nachdem der Reichsrat im Herbst 1906 das allgemeine, gleiche, geheime und direkte Männerwahlrecht beschlossen hatte, wurde mit 26. Jänner 1907 die große Wahlrechtsreform durch Sanktionierung von Kaiser Franz Joseph I. gültig. Mit der neuen Reichsratswahlordnung schuf man insgesamt 516 Wahlbezirke, wobei mit Ausnahme Galiziens in jedem Wahlbezirk ein Abgeordneter im Zuge der Reichsratswahl gewählt wurde. Der Abgeordnete musste sich dabei im ersten Wahlgang oder in einer Stichwahl mit absoluter Mehrheit durchsetzen. Der Wahlkreis Böhmen 12 umfasste jenen Teil der Stadt Žižkov, der durch Vitekgasse, Prokopsplatz, Miličgasse, Sladkowskyplatz, Karlsgasse, Lipangasse, Bořivojgasse, Libušagasse, Tomekgasse, die Stadtgrenze sowie die östliche Gemeindegrenze begrenzt wurde.
Aus der Reichsratswahl 1907 ging aus dem ersten Wahlgang Vilém Černý (Tschechische Sozialdemokratische Partei) als Sieger hervor. Er konnte 57 Prozent der Stimmen erreichen, zweitstärkster Kandidat war der national-soziale Kandidat Jan Mayer mit 28 Prozent. Bei der Reichsratswahl 1911 setzte sich der Sozialdemokrat Bohumír Šmeral knapp mit 50,1 Prozent im ersten Wahlgang durch.

## Wahlergebnisse

### Reichsratswahl 1907
Die Reichsratswahl 1907 wurde am 14. Mai 1907 (erster Wahlgang) durchgeführt. Die Stichwahl entfiel auf Grund der absoluten Mehrheit für Vilém Černý im ersten Wahlgang.
| Kandidat                                                                    | Partei                                  | Wahlkreisstimmen | Prozent |
| --------------------------------------------------------------------------- | --------------------------------------- | ---------------- | ------- |
| Vilém Černý                                                                 | Tschechische Sozialdemokratische Partei | 3612             | 56,9 %  |
| Jan Mayer                                                                   | Tschechische national-soziale Partei    | 1802             | 28,4 %  |
| Viktor Zoula                                                                | Jungtschechen                           | 704              | 11,1 %  |
| Satorie                                                                     | Agrarier                                | 150              | 2,4 %   |
|                                                                             | Sonstige Parteien                       | 78               | 1,2 %   |
| Wahlberechtigte: 7831, Ungültige/Leere Stimmen: 13, Wahlbeteiligung: 81,2 % |                                         |                  |         |

### Reichsratswahl 1911
Die Reichsratswahl 1911 wurde am 13. Juni 1911 durchgeführt. Die Stichwahl entfiel auf Grund des absoluten Mehrheit für Šmeral im ersten Wahlgang.
| Kandidat                                                                   | Partei                                  | Wahlkreisstimmen | Prozent |
| -------------------------------------------------------------------------- | --------------------------------------- | ---------------- | ------- |
| Bohumír Šmeral                                                             | Tschechische Sozialdemokratische Partei | 3855             | 50,1 %  |
| Václav Rejmon                                                              | Tschechische national-soziale Partei    | 3657             | 47,5 %  |
| Jan Krejčí                                                                 | Tschechische Christlichsoziale Partei   | 128              | 1,7 %   |
|                                                                            | Sonstige                                | 60               | 0,8 %   |
| Wahlberechtigte: 9959, Ungültige/Leere Stimmen: 6, Wahlbeteiligung: 77,4 % |                                         |                  |         |